# Yoshimatsu Ōyama
Yoshimatsu Ōyama (大山 義松?, Ōyama Yoshimatsu; fl. XX secolo) è stato un calciatore giapponese, di ruolo difensore.

## Biografia
Yoshimatsu Ōyama debuttò il 17 maggio 1925 nella Nazionale di calcio del Giappone durante i Giochi dell'Estremo Oriente del 1925 a Manila, scendendo in campo nella sconfitta del Giappone contro le Filippine (4-0). Scese in campo anche nella partita successiva contro la Cina, partita conclusasi 2-0 per i cinesi.
Yoshimatsu Oyama fece parte anche della squadra comunale di Osaka.